# Team Nippo-De Rosa/2013
Deze pagina geeft een overzicht van de Nippo-De Rosa-wielerploeg in 2013.

## Algemeen
Algemeen manager: Daimon Hiroshi, Andrea Tonti
Ploegleiders: Alberto Elli, Fabrizio Fabbri
Fietsmerk: De Rosa

## Renners
| Naam                | Geboortedatum | Nationaliteit | Ploeg 2012              |
| ------------------- | ------------- | ------------- | ----------------------- |
| Julián Arredondo    | 30-07-1988    | Colombia      |                         |
| Fortunato Baliani   | 06-07-1974    | Italië        |                         |
| Alessio Camilli     | 01-05-1989    | Italië        |                         |
| Simone Campagnaro   | 31-05-1986    | Italië        |                         |
| Alberto Cecchin     | 08-08-1989    | Italië        |                         |
| Shinichi Fukushima  | 13-09-1971    | Japan         | Terengganu Cycling Team |
| Tomohiro Hayakawa   | 02-01-1990    | Japan         |                         |
| Manabu Ishibashi    | 30-11-1992    | Japan         |                         |
| Hideto Nakane       | 02-05-1990    | Japan         |                         |
| Leonardo Pinizzotto | 14-08-1986    | Italië        |                         |
| Adrián Richeze      | 29-04-1989    | Argentinië    |                         |
| Mauro Richeze       | 07-12-1985    | Argentinië    |                         |
| Kenichi Sakakibara  | 02-11-1991    | Japan         |                         |
| Tanzo Tokuda        | 13-04-1992    | Japan         |                         |
| Kohei Uchima        | 08-11-1988    | Japan         |                         |

## Overwinningen
Nationale kampioenschappen
 Japan, wegrit, Beloften: Tanzo Tokuda
Ronde van Langkawi
5e etappe: Julián Arredondo
Eindklassement: Julián Arredondo
Boucle de l'Artois
3e etappe: Leonardo Pinizzotto
Mzansi Tour
3e etappe: Mauro Richeze
4e etappe: Mauro Richeze
Flèche du Sud
2e etappe: Mauro Richeze
4e etappe: Alberto Cecchin
Ronde van Japan
Eindklassement: Fortunato Baliani
Ploegenklassement
Ronde van Kumano
2e etappe: Julián Arredondo
Eindklassement: Julián Arredondo
Bergklassement: Julián Arredondo
Ploegenklassement
Ronde van Servië
2e etappe: Mauro Richeze
5e etappe: Mauro Richeze
Ronde van Korea
Puntenklassement: Alberto Cecchin
Ronde van Hokkaido
1e etappe: Leonardo Pinizzotto
Ploegenklassement
2008 · 2009 · 2010 · 2011 · 2012 · 2013 · 2014 · 2015 · 2016